# Prelože pri Lokvi
Prelože pri Lokvi – wieś w Słowenii, w gminie Sežana. W 2018 roku liczyła 81 mieszkańców.